# Peter Christensen (manuskriptforfatter)
 For alternative betydninger, se Peter Christensen. (Se også artikler, som begynder med Peter Christensen)
Peter Christensen var en dansk manuskriptforfatter.

## FIlmografi
- Den hvide slavehandels sidste offer (instruktør August Blom, 1911)
- Tvillingebrødrene (instruktør William Augustinus)